# Amílcar Cabral (pel·lícula)
Amílcar Cabral és una pel·lícula de l'any 2001.

## Argument
Aquest documental d'Ana Lúcia Ramos descriu diversos aspectes del gegant revolucionari de Guinea Bissau i Cap Verd, com a home, pare, polític, humanista i poeta. Amílcar Cabral va néixer a Guinea Bissau en 1924 i va morir assassinat a Conakry en 1973. Va liderar el Moviment d'Alliberament de Guinea Bissau i Cap Verd, a més de fundar el Partit per a la Independència de Guinea Bissau i Cap Verd (PAIGC) en 1959. És considerat com una de les icones de la història africana recent.